# Głos mówiący z prochu
Głos mówiący z prochu (ang. voice from the dust) – wyrażenie używane w kulturze ruchu świętych w dniach ostatnich (mormonów).
Pojawiło się w samych początkach tej tradycji religijnej. Już Joseph Smith, pierwszy prezydent Kościoła Jezusa Chrystusa Świętych w Dniach Ostatnich, odnosił je do Księgi Mormona. Podobnie czynili inni mormońscy przywódcy, tak za życia Smitha, jak i długo po jego śmierci, aż do czasów współczesnych.
Osadzone jest w pismach wchodzących w skład kanonu tej tradycji religijnej: w samej Księdze Mormona, w Księdze Mojżesza, części Perły Wielkiej Wartości oraz w starotestamentalnych księgach Ezechiela i Izajasza. We wspomnianej Księdze Mojżesza Bóg zapowiada wysłanie Księgi Mormona, prawdy z ziemi, która będzie świadczyła o moim Jednorodzonym. Druga Księga Nefiego, część Księgi Mormona z kolei zawiera proroctwo Józefa mówiące o owocu lędźwi, wołającym z prochu, odczytywane w tym samym kontekście.
Poza zapowiadaniem Księgi Mormona zapisu na złotych płytach zgodnie z teologią świętych w dniach ostatnich, ukrytego w ziemi przez przeszło 1400 lat, fraza ta towarzyszy też w mormońskiej kulturze nawoływaniom do odpokutowywania za grzechy. Wykorzystywana czasem przez krytyków mormonizmu, którzy wskazują, że Smith zapożyczył zapis o mowie z prochu jak szept z dwudziestego dziewiątego rozdziału Księgi Izajasza w sposób oderwany od rzeczywistego kontekstu.
Do tego terminu nawiązuje tytułem seria filmów wideo poświęconych Księdze Mormona wyprodukowana przez Kościół oraz należące do niego BYU Motion Picture Studio.